# Thánh Sêbastianô

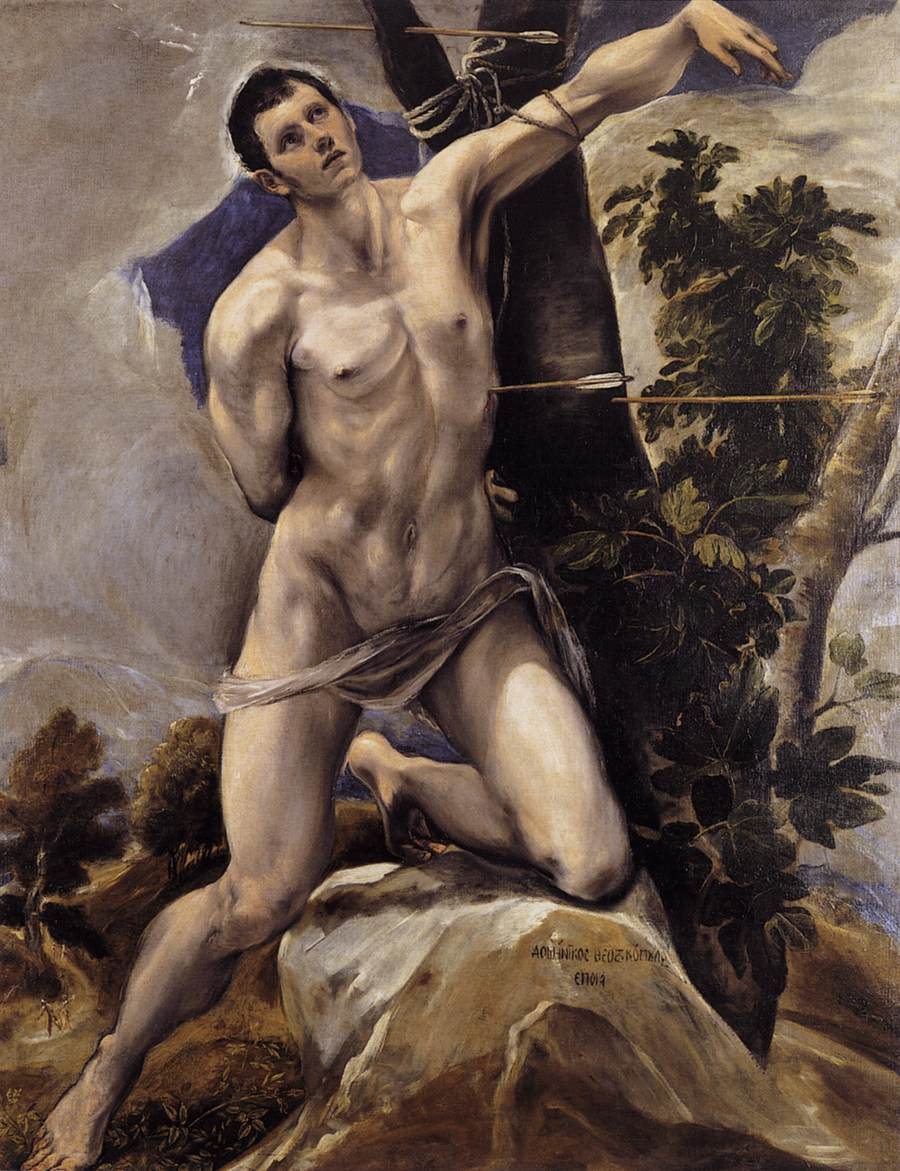
Thánh Sêbastianô, tranh của El Greco (1578) tại Nhà thờ chính tòa Palencia, Tây Ban Nha.

Thánh Sêbastianô (chết khoảng năm 288) là thánh tử đạo Kitô giáo, ông bị giết vào thời bách hại Kitô giáo triều Hoàng đế La Mã Diocletianus. Ông thường được miêu tả trong văn chương và nghệ thuật là bị bắn chết bằng cung trong khi bị trói ở cây cột.

## Cuộc đời
Cuộc đời và sự tử đạo của ông lần đầu được nhắc tới chi tiết bởi Thánh Ambrose, trong bài thuyết giáo thứ XX trong Thánh ca 118. Ambrose bắt đầu nói về Thánh Sebastian là ông đến từ Milan và ông đã được tôn kính trong thế kỷ thứ tư sau công nguyên.
Dựa vào thế kỷ thứ năm của Sebastian hành động của Sanctorum, tượng trưng Ambrose bởi nhà Thánh thần học (học về các Thánh), Jean Bolland, và tóm lại trong Truyền thuyết Aurea, ông là người xứ Gallia Narbonensis được dạy ở Milan và được chỉ định là thủ lĩnh lính Hậu vệ Praetorian dưới thời Diocletian và Maximian, họ đã không để ý ông theo đạo Chúa.
Sebastian được biết là người kêu gọi hai người khác trở thành Thánh tử đạo, Mark và Marcellian, gia đình họ đã khóc lóc, van xin kêu họ bỏ chúa. Hiện tường kì lạ từ ông đã giúp cứa một người đàn bà bị câm, và nhờ vậy làm 78 người khác tin và theo đạo.
Dựa vào truyền thống, Mark và Marcellian là anh em sinh đôi và được khử nhiễm. Họ được sinh ra từ hai gia đình khác nhau và cả hai đều có vợ, giống trong La Mã cùng với vợ, con. Anh em họ từ chối hiến dâng cho thần La Mã và bị bắt. Họ được bố mẹ họ là Tranquillinus và Martia viếng thăm khi ở trong ngục và cố thuyết phục họ từ bỏ Chúa.
Sebastian cuối cùng thay đổi luôn cả Tranquillinus và Martia và Saint Tiburtius, con của Chromatius, một khu vực hoàn mĩ. Nicostratus, là một quan khác, và vợ ông, Zoe, của thay đổi theo Chúa. Dựa vào truyền thuyết, Zoe bị câm trong 6 năm. Cô mong được chuyển qua công giáo nhưng sau đó lại rút lại. Nicostratus đã phóng thích những tù nhân còn lại; 16 người họ của được thuyết phục theo Chúa.
Chromatius và Tiburtius đã thay đổi; Chromatius thả hết tù nhân ông giam cầm, từ bỏ làm quan, và về hưu ra vùng ngoại ô trong Campania. Mark và Marcellian, sau khi được một tín đồ công giáo Castulus giấu, sau đó họ bị giết, cũng như Nicostratus, Zoe, và Tiburtius.